# Васильев, Александр Юрьевич (журналист)
Алекса́ндр Ю́рьевич Васи́льев (род. 1962) — русский журналист, писатель и историк разведки, проживающий в Лондоне. Бывший офицер КГБ. Известен как автор двух книг, основанных на архивах КГБ: «Шпионы: взлет и падение КГБ в Америке» (Spies: The Rise and Fall of the KGB in America, в соавторстве с Джоном Эрлом Хайнсом и Харви Клером) и «The Haunted Wood: Soviet Espionage in America: the Stalin Era» (в соавторстве с Алленом Вайнстайном).

## Биография

### Ранние годы и начало деятельности
Александр Васильев родился в Москве 1 мая 1962 года.
В 1983 году, во время учёбы в Московском государственном университете, вступил в КПСС.
В 1984 году окончил университет по специальности «журналистика».
Был женат в 1983—2009, в 1986 году у него родился сын.
В 1984—1985 годах Васильев работал в международном отделе издательства «Комсомольской правды».
В 1985 году он стал студентом Краснознамённого имени Ю. В. Андропова института КГБ СССР, который закончил в 1987.
В 1987—1990 годах Васильев был сотрудником Первого (американского) отдела Первого главного управления КГБ.
В феврале 1990 года Васильев ушёл из КГБ по политическим и нравственным причинам. В том же году вышел из КПСС. Он вернулся в редакционную коллегию «Комсомольской правды», где до 1996 года работал сначала репортёром, а затем — постоянным обозревателем; преимущественно писал о международных вопросах и разведке.

### Создание «тетрадей Васильева»
Летом 1993 года Васильеву позвонил Ю. Г. Кобаладзе, руководитель пресс-бюро Службы внешней разведки РФ, и попросил встретиться. Кобаладзе предложил Васильеву поучаствовать в написании книги для Crown Publishers (подразделении Random House), а именно одной из пяти книг серии, основанной на архивных документах КГБ, причём для каждой книги назначался один российский и один американский автор. Служба внешней разведки испытывала в тот момент пик финансового кризиса и искала пути улучшения своего имиджа как эффективного учреждения, а потому согласилась содействовать. Несмотря на нехорошие предчувствия, Васильев согласился поработать над книгой о советской разведке в США в 1930-е — 1940-е годы.
Осенью 1993 года Васильев подписал контракт и встретился с американским соавтором, выбранным издательством, — это был Аллен Вайнстайн, известный как специалист по делу Элджера Хисса. Васильев ушёл с работы на телевидении и в начале 1994 года сосредоточился над написанием книги, изучая архивные документы, предоставленные пресс-бюро СВР.
Документы из архивов были доставлены в офис пресс-бюро СВР; Васильеву разрешили в присутствии двух сотрудников СВР делать как развёрнутые конспекты документов, так и переписывать отдельные места. Несмотря на режим безопасности при работе с документами, никто не проверял записи Васильева, к тому же, ему позволили брать эти заметки домой по мере того, как он заканчивал одну тетрадь и приносил другую. Всего было записано 8 тетрадей, не считая заметок на нескольких отдельных листах. Позднее Васильев вспоминал, что старался переписывать как можно больше документов слово в слово и тщательно записывал номера каждой архивной папки и документа.
Написание черновых глав для своей первой книги, «The Haunted Wood: Soviet Espionage in America — The Stalin Era», Васильев начал в 1995 году. Каждая глава должна была пройти одобрение комиссии по рассекречиванию, начальника архивного отдела и Кобаладзе. Васильев не мог называть имена американцев, помогавших советской разведке, так как нормативные документы СВР запрещают разоблачение агентов и источников, поэтому в черновых главах были использованы подставные имена. Однако многие из этих имён уже были хорошо известны в США. Американскому соавтора Васильева, Вайнстайну, не составило труда понять, кто есть кто; поэтому он сохранил контроль над последней версией черновика.
В начале 1995 года политическая обстановка в стране начала меняться. В то же время Crown Publishing по финансовым соображениям приняла решение об отмене контракта на пятитомную серию, поставив под сомнение весь проект. В январе 1996 года Васильеву сообщили, что у него больше не будет доступа к архивам.

### Эмиграция
Оценивая вероятность восстановления национально-коммунистической власти как высокую, а уровень собственной безопасности как сомнительный, Васильев с женой Еленой в 1996 году решили эмигрировать в Великобританию. Посчитав, что таможенные сотрудники в аэропорту могут заинтересоваться тетрадями и изъять их, Васильев оставил свои записи на сохранение друзьям.
До отъезда Васильев сделал цифровые копии черновых глав своей книги и переписал несколько ключевых документов. На основе этих материалов была написана книга, опубликованная в США в 1999 году издательством Random House.
2001 и 2003 годы были отмечены двумя судебными процессами, касающимися первой книги Васильева. После того, как Васильев проиграл оба дела в июне 2003, он на время отстранился от этого нелицеприятного предмета, который заполнил последние 10 лет его жизни.
В 2005 году, однако, он заинтересовался проектом «Википедия» и решил проверить, насколько точна английская статья об Элджере Хиссе. В конце статьи была помещена внешняя ссылка на сайт историка Джона Эрла Хайнса, на котором Васильев нашёл собственноручно написанный им документ, который он представил в своём лондонском деле, а также увидел комментарии, ставящие под сомнение точность документа. Васильев написал Хайнсу письмо с целью устранить недопонимание по этому вопросу. Их переписка в конечном счёте привела к сотрудничеству в написании новой книги.
Васильев попытался восстановить свои начальные тетради, содержащие записи и обзоры секретных архивных документов советской разведки, и они послужили основой для второй книги. В мае 2009 года Издательство Йельского университета опубликовало книгу «Шпионы: взлет и падение КГБ в Америке», авторами которой стали Хайнс, Васильев и Харви Клер из Университета Эмори, ещё один известный специалист по истории американского коммунизма.
По завершении работы над книгой Васильев пожертвовал свои начальные тетради Библиотеке Конгресса США. Страницы были сфотографированы, расшифрованы на русском и переведены на английский язык, в настоящее время они свободно доступны в Интернете во всех трёх форматах благодаря «Международному историческому проекту по Холодной войне» от Принстонского университета.
В период с 2000 по 2009 годы Васильев работал онлайн-продюсером в Русской службе Би-би-си.
В 2004—2006 годах он был соиздателем, редактором и дизайнером «The Hyde Park» — лондонского журнала на русском языке.
В 2009 году Васильев опубликовал свой первый роман — шпионский триллер «Русский сектор». Книга была издана как на русском, так и на английском языках.
На 2010 год Васильев живёт в Лондоне и работает в качестве писателя и издателя. Он редактирует и издаёт параллельные русско-английские тексты классической русской литературы для студентов, изучающих иностранные языки. Среди авторов произведений — Михаил Лермонтов, Антон Чехов, Лев Толстой. У Васильева есть планы на издание аналогичных французско-английских параллельных текстов, первая книга — «Госпожа Бовари» Гюстава Флобера — вышла в 2010 году.